# Cerejeira
A cerejeira refere-se a várias espécies de árvores frutíferas de clima temperado cuja maioria são originárias da Ásia, algumas frutíferas, outras produtoras de madeira nobre. Estas árvores classificam-se no subgênero Cerasus incluído no gênero Prunus (Rosaceae). Os frutos da cerejeira são conhecidos como cerejas, algumas delas comestíveis. Três espécies são originárias da Europa e duas da América.
O cultivo da cerejeira é realizado em regiões frias. Necessitam de 800 a 1000 horas de frio para que possam produzir satisfatoriamente em áreas com Invernos frios e chuvas.
Entre as espécies deste gênero estão:

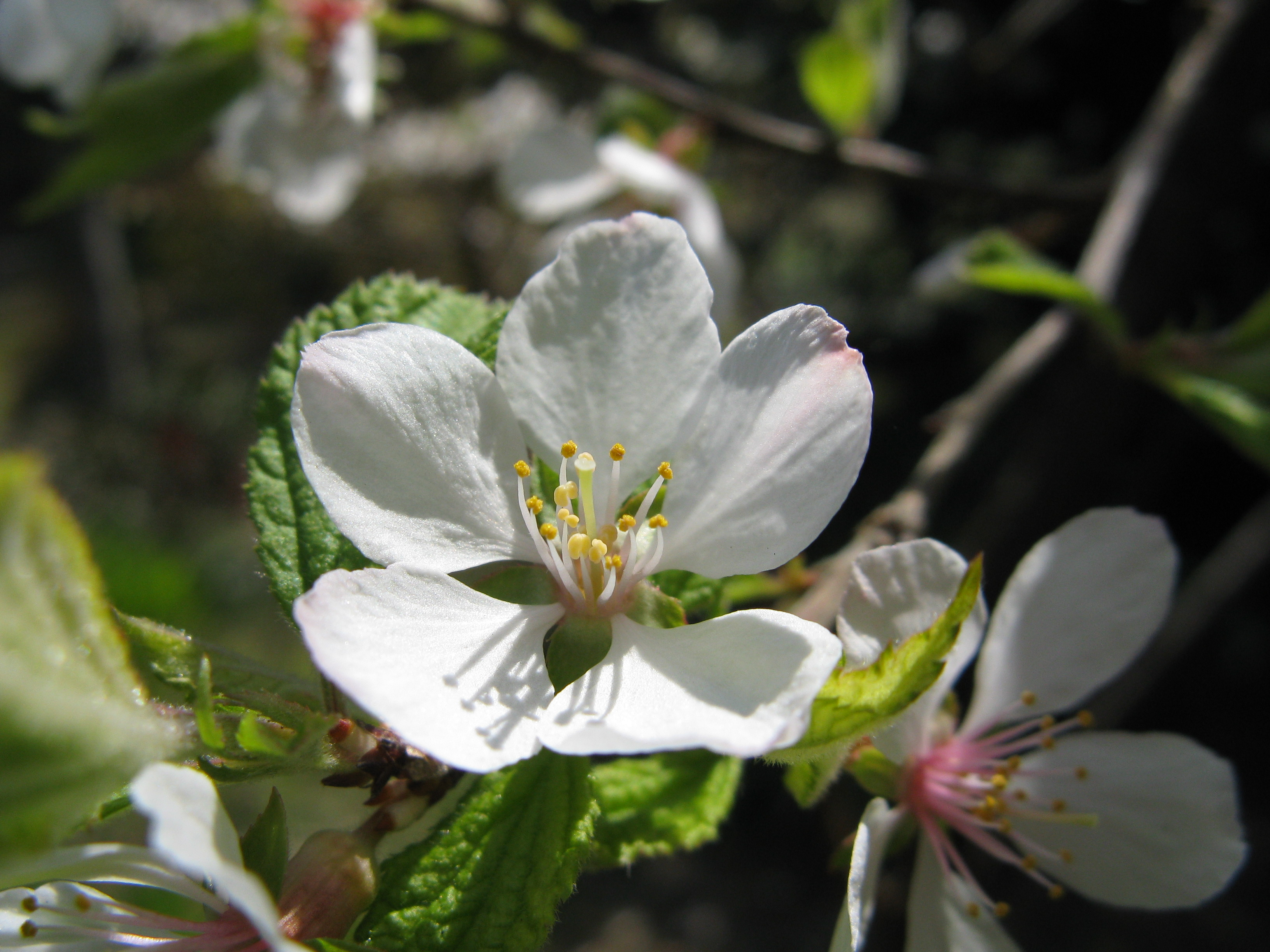
Prunus apetala
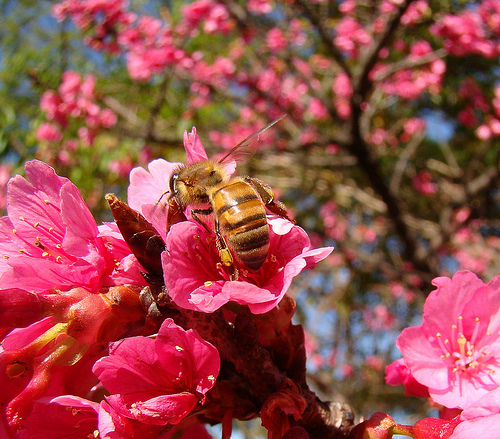
Prunus campanulata, ou cerejeira de Taiwan, recebe visita de abelha colhendo néctar em São Paulo
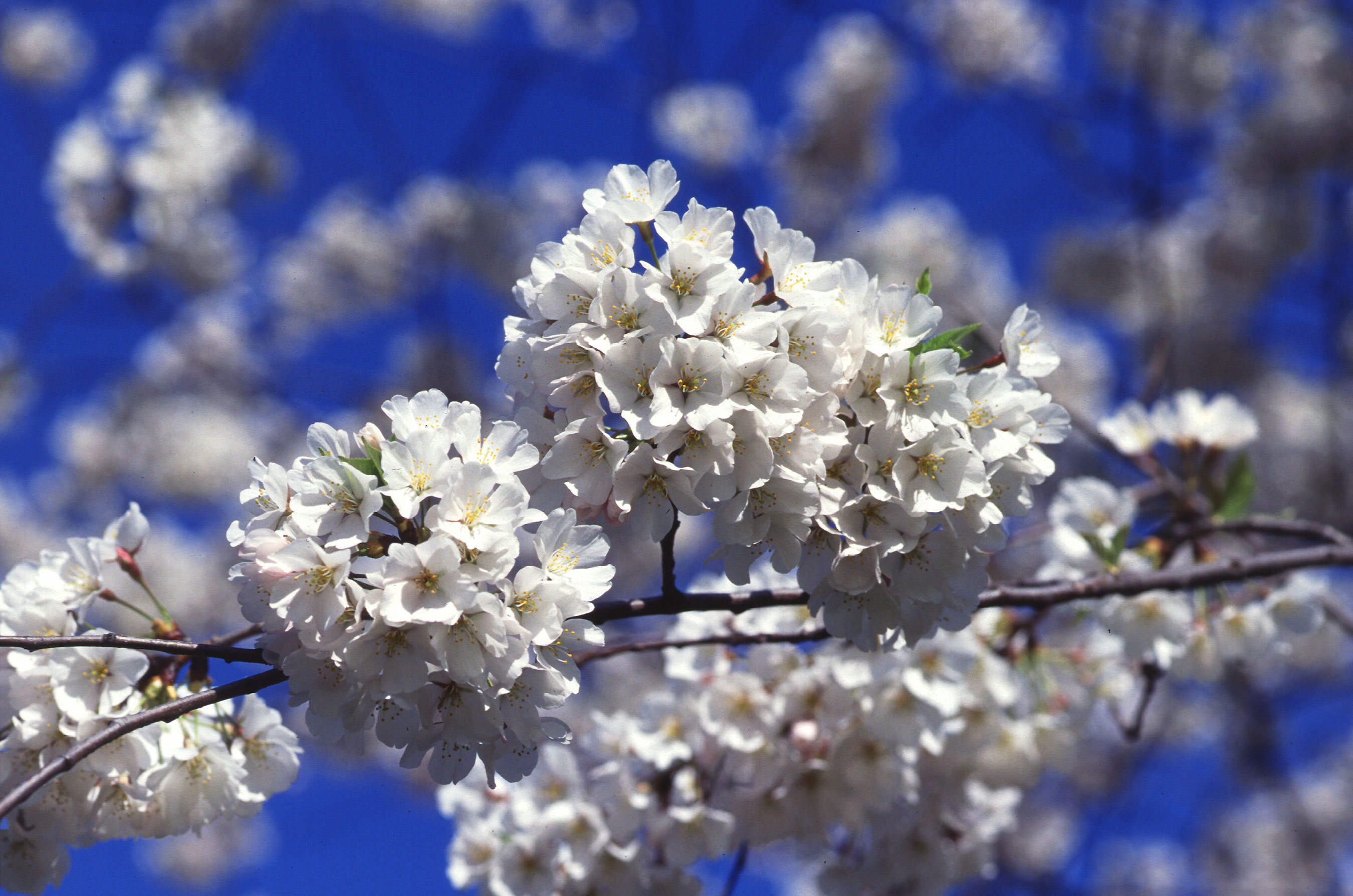
Flores de cerejeira

- Prunus avium' - cereja-doce
- Prunus campanulata
- Prunus canescens
- Prunus cerasus' - cereja-ácida ou ginja (A famosa ginjinha portuguesa é feita a partir desta espécie).
- Prunus concinna
- Prunus conradinae
- Prunus dielsiana
- Prunus emarginata
- Prunus fruticosa
- Prunus incisa
- Prunus litigiosa
- Prunus lusitanica' - Azereiro
- Prunus mahaleb
- Prunus maximowiczii
- Prunus nipponica
- Prunus pensylvanica
- Prunus pilosiuscula
- Prunus rufa
- Prunus sargentii
- Prunus serotina
- Prunus serrula
- Prunus serrulata' - (cerejeira-do-japão)
- Prunus speciosa
- Prunus subhirtella
- Prunus tomentosa
- Prunus yedoensis

- Prunus tomentosa
- Prunus campanulata, ou cerejeira de Taiwan, recebe visita de abelha colhendo néctar em São Paulo
- Flores de cerejeira

## Outras cerejeiras
A amburana é uma árvore brasileira da família Fabaceae, produtora de madeira nobre.
O Jatobazeiro Jatobá é uma árvore da família Fabaceae, produtora de madeira nobre.
A cereja-do-rio-grande é uma árvore frutífera brasileira, da família Myrtaceae.
O pêssego-do-mato é outra árvore frutífera brasileira da família Myrtaceae.

## Simbologia
Originária da Ásia, na cultura japonesa (chamada de sakura [桜], identificando tanto a cerejeira quanto a flor de cerejeira), a cerejeira era associada ao samurai cuja vida era tão efémera quanto a da flor que se desprendia da árvore.
Já o fruto tem o significado de sensualidade. Por seu vermelho intenso e maduro, a cereja suculenta é talvez o exemplo mais proeminente. O suco de cereja madura é de tão intenso sabor e cor que tem sido freqüentemente comparado ao primeiro gosto do amor. Na aparência, das cerejas têm sido dito que lembram os lábios de uma amante, e quando mordê-lo em uma cereja, o fruto dá a aparência de sangrar. Há muito tempo existe uma ligação erótica para o fruto da árvore de cereja.
Há um costume japonês, chamado hanami (literalmente: ver as flores) de ir aos parque contemplar as flores, especialmente a flor de cerejeira, na época de florescimento.
A flor da cerejeira já foi considerada uma das flores mais belas, tanto pelo seu formato como pela delicadeza e espessura das suas pétalas. Na Índia essa flor é considerada sagrada, e nas casas que tem essa flor nunca falta nada, diz a lenda da flor de cerejeira da Índia.

## Produção

### Portugal
A produção de cerejas em Portugal alcançou, em 2015, as 17,7 mil toneladas, muito acima da média dos últimos anos, apresentando os frutos boa qualidade.